# Joseph La France
Joseph La France, (c. 1707 – c. 1745), est un trappeur Métis au Canada, et explorateur d'une route de Montréal vers la Baie d'Hudson.

## Biographie
Joseph La France est né à Michilimackinac, fils d'un trappeur canadien et d'une mère amérindienne de la tribu des Ojibwa, à l'endroit où était le Fort Michilimackinac. Il devient tôt commerçant, travaillant avec son père de qui il apprit le métier. 
En 1739, lorsqu'une licence pour commercer lui est refusé, parce qu'il avait vendu de l'alcool aux Amérindiens, il décida de se ranger du côté des Anglais à la baie d'Hudson. Il commença son voyage vers cette baie, suivant la route empruntée par Pierre Gaultier de Varennes et de La Vérendrye à travers le lac des Bois et la rivière Winnipeg jusqu'au lac Winnipeg. Il a dû croiser sur sa route quelques forts de La Vérendrye, mais il n'y a aucun écrit à ce sujet.  
La France hiverna en 1740–41 avec des Amérindiens dans la région du lac Winnipeg. En 1741–42 il hiverna plus à l'ouest et au nord de la région du lac Manitoba et du lac Winnipegosis et en amont de la rivière Saskatchewan.  Il arriva à York Factory, sur la baie d'Hudson, via la rivière Hayes en juin 1742.  il voyagea surtout avec des Amérindiens et des fourrures pour commercer.
Parce que la Compagnie de la Baie d'Hudson ne pouvait pas loger des commerçants français ou canadiens, La France fut envoyé en Angleterre en 1742. À Londres, il rencontra Arthur Dobbs qui faisait croisade contre la monopole de la baie d'Hudson.  La France lui fournit des cartes et de l'information sur la géographie de la région.  Il recommanda que la compagnie de la baie d'Hudson entre en compétition avec le développement rapide des efforts des La Vérendrye.
Le voyage de La France est considéré aujourd'hui comme un événement important dans l'exploration du Nord-Ouest canadien. 